# 根資料
在數學的代數群領域中，根資料（原文為法文donnée radicielle）是一個連通、分裂、可簡約代數群的不變量。對於可簡約代數群，根資料是比根系更精細的不變量，若假設連通性，則它決定了代數群的結構（至多差一個同構）。根資料的定義首見於M. Demazure在SGA III中的闡述，於1970年出版。

## 定義
根資料是一組資料{\displaystyle (X,\Phi ,X^{\vee },\Phi ^{\vee })}，其中：
- {\displaystyle X,X^{\vee }}是有限秩自由阿貝爾群，其間有一個配對{\displaystyle \langle ,\rangle :X\times X^{\vee }\rightarrow \mathbf {Z} }使兩者互為對偶。
- {\displaystyle \Phi }是{\displaystyle X}的有限子集，{\displaystyle \Phi ^{\vee }}是{\displaystyle X^{\vee }}的有限子集，並存在其間的雙射{\displaystyle \alpha \mapsto \alpha ^{\vee }}。
- 對任意{\displaystyle \alpha \in \Phi }，有{\displaystyle \langle \alpha ,\alpha ^{\vee }\rangle =2}。
- 對任意{\displaystyle \alpha \in \Phi }，根鏡射{\displaystyle x\mapsto x-\langle x,\alpha ^{\vee }\rangle \alpha }導出根資料的自同構（換言之：它將{\displaystyle \Phi }一一映至{\displaystyle \Phi }，而在{\displaystyle X^{\vee }}上導出的對偶映射則將{\displaystyle \Phi ^{\vee }}一一映至{\displaystyle \Phi ^{\vee }}）。
- 類似地，對任意{\displaystyle \alpha ^{\vee }\in \Phi ^{\vee }}，餘根鏡射{\displaystyle u\mapsto u-\langle \alpha ,u\rangle \alpha ^{\vee }}導出根資料的自同構。

{\displaystyle \Phi }的元素稱作該根資料的根，{\displaystyle \Phi ^{\vee }}的元素稱為餘根。
若{\displaystyle \Phi }不包含任意根的兩倍，則稱此根資料為既約的。
設{\displaystyle X_{0}:=(\Phi ^{\vee })^{\perp }}。若{\displaystyle X_{0}=\{0\}}，稱此根資料為半單的，

## 從根資料到根系
對於根資料{\displaystyle (X,\Phi ,X^{\vee },\Phi ^{\vee })}，取{\displaystyle Q}為{\displaystyle \Phi }在{\displaystyle X}中生成的子群，並設{\displaystyle V:=Q\otimes _{\mathbb {Z} }\mathbb {R} }；利用對偶性，同樣可定義{\displaystyle V^{\vee }}。可證明{\displaystyle X_{0}\cap Q=\{0\}}，{\displaystyle X_{0}+Q}在{\displaystyle X}中的指數為有限的；因此{\displaystyle V^{\vee }}可視為{\displaystyle V}的對偶空間。可證明{\displaystyle (V,\Phi )}成為一個根系。

## 與約化代數群的關係
設{\displaystyle G}是域{\displaystyle K}上的約化代數群，並具有在{\displaystyle K}上分裂的極大環面{\displaystyle T}。定義相應的根資料{\displaystyle \Phi (T,B)=(X,\Delta ,X_{*},\Delta ^{\vee })}為
- {\displaystyle X^{*}:=\mathrm {Hom} (T,\mathbb {G} _{m})}（極大環面的特徵標）
- {\displaystyle X_{*}:=\mathrm {Hom} (\mathbb {G} _{m},T)}（極大環面的餘特徵標，或者說是其中的單參數子群）
- {\displaystyle \Delta }是資料{\displaystyle (G,T)}的根。
- {\displaystyle \Delta ^{\vee }}是相應的餘根。

代數封閉域上的連通、約化代數群由其根資料決定。反之，給定任一組根資料，存在與之匹配的連通、約化代數群。根資料比根系及丹金圖精確，因為它不僅刻劃了群的李代數結構，還刻劃了群的中心。

## 對偶性
給定任一根資料{\displaystyle (X,\Psi ,X^{\vee },\Psi ^{\vee })}，藉著將{\displaystyle X,X^{\vee }}對換，將{\displaystyle \Psi ,\Psi ^{\vee }}對換，可以得到新的根資料，稱為其對偶。
若{\displaystyle G}是代數封閉域{\displaystyle K}上的連通、約化代數群，則根資料的對偶決定了複數域  {\displaystyle \mathbb {C} }上唯一的連通、約化、分裂代數群LG，稱為{\displaystyle G}的郎蘭茲對偶群。

## 文獻
- M. Demazure, Exp. XXI in SGA 3 vol 3 （页面存档备份，存于）
- T. A. Springer, Reductive groups （页面存档备份，存于），in Automorphic forms, representations, and L-functions vol 1 （页面存档备份，存于） ISBN 0-8218-3347-2